# Denazé
Denazé é uma comuna francesa na região administrativa da Pays de la Loire, no departamento de Mayenne. Estende-se por uma área de 9,3 km². Em 2010 a comuna tinha 168 habitantes (densidade: 18,1 hab./km²).